# Fistulinella
Fistulinella is een geslacht van schimmels behorend tot de familie Boletaceae.

## Soorten
Het geslacht Fistulinella bevat volgens de Index Fungorum onder andere de volgende 26 soorten (peildatum oktober 2023):
| Soortnaam                  | Auteur(s)                                     | Publicatiejaar |
| -------------------------- | --------------------------------------------- | -------------- |
| Fistulinella alfaroae      | Singer & L.D. Gómez                           | 1991           |
| Fistulinella aurantioflava | T.H.G. Pham, A.V. Alexandrova & O.V. Morozova | 2021           |
| Fistulinella brunneinana   | (Corner) E. Horak                             | 2011           |
| Fistulinella campinaranae  | Singer                                        | 1978           |
| Fistulinella cinereoalba   | Fulgenzi & T.W. Henkel                        | 2010           |
| Fistulinella gloeocarpa    | Pegler                                        | 1983           |
| Fistulinella jamaicensis   | (Murrill) Singer                              | 1983           |
| Fistulinella levitincta    | (Corner) E. Horak                             | 2011           |
| Fistulinella lutea         | Redeuilh & Soop                               | 2007           |
| Fistulinella major         | (R. Heim ex E. Horak) Redeuilh & Soop         | 2007           |
| Fistulinella mollis        | Watling                                       | 1989           |
| Fistulinella nana          | (Massee) E. Horak                             | 2011           |
| Fistulinella nivea         | (G. Stev.) Singer                             | 1983           |
| Fistulinella nothofagi     | (McNabb) Singer                               | 1983           |
| Fistulinella olivaceoalba  | T.H.G. Pham, Yan C. Li & O.V. Morozova        | 2018           |
| Fistulinella parca         | (Corner) E. Horak                             | 2011           |
| Fistulinella prunicolor    | (Cooke & Massee) Watling                      | 1989           |
| Fistulinella rhodoleuca    | (Corner) E. Horak                             | 2011           |
| Fistulinella rodwayi       | (Massee) Watling                              | 1989           |
| Fistulinella ruschii       | Magnago                                       | 2018           |
| Fistulinella salmonea      | Yan C. Li & Zhu L. Yang                       | 2021           |
| Fistulinella staudtii      | Henn.                                         | 1901           |
| Fistulinella venezuelae    | (Singer & Digilio) Singer                     | 1978           |
| Fistulinella violaceipora  | (G. Stev.) Pegler & T.W.K. Young              | 1981           |
| Fistulinella viscida       | (McNabb) Singer                               | 1978           |
| Fistulinella wolfeana      | Singer & J. García                            | 1991           |